# Penfredo
Penfredo (in greco antico: Πεμφρηδώ?, Pemphredo) o Pefredo (in greco antico: Πεφρηδώ?, Pephredo) è un personaggio della mitologia greca figlia di Forco e di Ceto. Faceva parte del gruppo delle Graie ed aveva come sorelle anche le Gorgoni.

## Mitologia
Le altre due si chiamavano Enio e Deino, insieme erano chiamate anche Forcidi per via della discendenza dal padre. 

Esiodo nella Teogonia racconta che indossava un bel vestito (peplo) e che lei ed Enio erano canute (πολιάς) dalla nascita.